# 野本三吉
野本 三吉（のもと さんきち、1941年11月30日 - ）は、日本の教育学者、評論家、ノンフィクション作家、横浜市立大学名誉教授、前沖縄大学学長、同大名誉教授。東京都本所区(現墨田区)出身。本名加藤 彰彦（かとう あきひこ）。1964年横浜国立大学教育学部教育学科卒業。沖縄子ども研究会会員。

## 経歴
大学卒業後、横浜市内の小学校教員を経て、日本列島を4年余り放浪し共同体巡りをする。1972年から横浜市役所職員となり、寿生活館の相談員、児童相談所の児童福祉司（ソーシャルワーカー）を務める。横浜市役所を退職後、横浜市立大学文理学部助教授に就任。1991年に教授。1995年より同大国際文化学部教授。社会福祉論を担当した。2002年沖縄大学教授となり、2012年～2014年に学長をつとめた。学長退任後はかつて職員として活動していた横浜市に戻り、中区寿町で街の歴史をまとめる活動に努めている。

## 著書
- 『不可視のコミューン 自己教育の足跡』社会評論社 1970
- 『爆破 人間原型論序説』青林社 1971
- 『いのちの群れ』社会評論社 1972
- 『裸足の原始人たち 寿地区の子ども』田畑書店 1974
- 『太陽の自叙伝』柏樹社 1976
- 『寿生活館ノート 職場奪還への遠い道』田畑書店 1977
- 『個人誌・生活者 横浜・寿地区からの通信』増補改訂版 社会評論社 1979
- 『戦後児童生活史 子どもたちの原像を求めて』協同出版 1981 教職課程新書
- 『親とは何か N子への手紙』筑摩書房・ちくま少年図書館 1982
- 『風の自叙伝』新宿書房 1982
- 『空にでっかい雲がわく』フレーベル館 1983 いま、子どもたちは
- 『地域からの教育づくり 親とは何か、学校とは何か』矢田同和教育推進協議会学習パンフ 1983
- 『いのちの群れ 共生・共死の原像』社会評論社 1985
- 『子どものいる風景 孤立から自立への闘い』国土社の教育選書 1986
- 『風になれ!子どもたち 児童ケースワーカー・十年の記録から』新宿書房 1992
- 『近代日本児童生活史序説』社会評論社 1995
- 『野本三吉ノンフィクション選集』全6巻 新宿書房 1996-2004
- 『社会福祉事業の歴史』明石書店 1998
- 『子ども観の戦後史』現代書館 1999
- 『父親になるということ』海竜社 1999
- 『生きる場からの発想 民衆史への回路』社会評論社 2001
- 『生活者 野本三吉個人誌 1972-2002』第1~3分冊 社会評論社 2003
- 『海と島の思想 琉球弧45島フィールドノート』現代書館 2007
- 『沖縄・戦後子ども生活史』現代書館 2010
- 『貧困児童 子どもの貧困からの脱出』創英社・三省堂書店 2016
- 『まちに暮らしの種子(たね)を蒔く いま、この時代を生き抜くために』社会評論社 2018[1]
- 『水滴の自叙伝　コミューン、寿町、沖縄を生きて』現代書館 2023[1]

### 共編著
- 『教育実践の記録 8 地域からの教育づくり』編集 筑摩書房 1981
- 『21世紀の子どもと教育』編著 社会評論社 1985
- 『現代子ども・若者考 自分さがしのジレンマ』石川恵美子共編 明石書店 1991

## 評伝
- 『命の旅人　野本三吉という生き方』大倉直　現代書館 2014

## 参考
- 『現代日本人名録2002』日外アソシエーツ
- 沖縄大学による紹介